# Scytodes tardigrada
Scytodes tardigrada là một loài nhện trong họ Scytodidae.
Loài này thuộc chi Scytodes. Scytodes tardigrada được Tord Tamerlan Teodor Thorell miêu tả năm 1881.